# Liste der Einträge im National Register of Historic Places im Comanche County (Texas)
Die Liste der Registered Historic Places im Comanche County führt alle Bauwerke und historischen Stätten im texanischen Comanche County auf, die in das National Register of Historic Places aufgenommen wurden.

## Aktuelle Einträge
| Lfd. Nr. | Name im NRHP                                  | Bild | Datum der Eintragung | Adresse/Lage             | Ort      | NRHP-ID  | Beschreibung                         |
| -------- | --------------------------------------------- | ---- | -------------------- | ------------------------ | -------- | -------- | ------------------------------------ |
| 1        | Captain James & Susannah Cunningham Homestead |      | 12. Dez. 2012        | Comanche; 19601 TX 16 S. | Comanche | 12000999 | Dieses Gebäude wurde 1855 errichtet. |

Im Comanche County wurde bis heute (Stand: Juli 2018) ein Bauwerk in das National Register of Historic Places aufgenommen.